# Domači jak
Domači jak (Bos grunniens) je dolgodlaki udomačen votlorog, ki ga najdemo po vsej himalajski regiji, na indijski podcelini, tibetanski planoti in severu kot sta Mongolija in Rusija. Izvira iz divjega jaka (Bos mutus). 

## Etimologija
Beseda jak izvira iz tibetanščine: གཡག་ ་, Wylie: g.yag. V tibetanskem in jeziku balti se nanaša le na samce, samica pa se imenuje tibetansko: འབྲི་, Wylie: 'bri ali g.nag, tibetansko: ཧཡག་མོ་, Wylie: hYag-mo. V večini drugih jezikov, ki so si izposodili besedo, se 'jak' običajno uporablja za oba spola. 

## Taksonomija
Jaki pripadajo rodu Bos in so zato povezani z govedom (vrste Bos primigenius). Analize mitohondrijske DNA za določitev evolucijske zgodovine jakov so bile nejasne.
Jak je lahko od nekdaj odstopal od goveda med enim in petimi milijoni let in obstaja nekaj predlogov, da je lahko bolj tesno povezan z bizonom kot z drugimi člani svojega določenega rodu.  Vidni bližnji fosilni sorodniki jaka, kot je Bos baikalensis, so bili najdeni v vzhodni Rusiji, kar kaže na možen način, s katerim bi lahko predniki sodobnega ameriškega bizona vstopili v Ameriko.
Vrsta je bila prvotno označena kot Bos grunniens ('kruleči vol'), ki jo je Linnaeus imenoval leta 1766, vendar se to ime zdaj na splošno šteje le za udomačeno obliko živali, pri čemer je najprimernejše ime Bos mutus ('nemi vol'). za prosto živeče vrste. Čeprav nekateri avtorji še vedno menijo, da je divji jak podvrsta, Bos grunniens mutus, je ICZN leta 2003 uradno odločil, da dovoljuje uporabo imena Bos mutus za divje jake in to je zdaj bolj običajna uporaba. 
Razen kjer se divji jak šteje za podvrsto Bos grunniens, ni nobene priznane podvrste jaka.

## Značilnosti
Jaki so močno zgrajene živali z okornim ogrodjem, močnimi nogami, zaobljenimi razcepljenimi kopiti, izredno gostim, dolgim krznom, ki visi nižje od trebuha. Medtem ko so divji jaki v glavnem temni, črno do rjave barve, so lahko domači jaki precej različnih barv, pogosto pa imajo lise zarjavele rjave in smetanaste barve. Imajo majhna ušesa in široko čelo, z gladkimi rogovi, ki so običajno temne barve. Pri samcih (biki) rogovi izraščajo s strani glave in nato zavijejo naprej. Običajno segajo od 48 do 99 cm. Samice (krave) imajo manjše, dolge le 27 do 64 cm in imajo bolj pokončno obliko. Oba spola imata kratek vrat z izrazito grbo na ramenih, čeprav je ta večji in bolj vidna pri samcih.  Samci tehtajo od 350 do 585 kg, samice tehtajo od 225 do 255 kg. Divji jaki so lahko precej težji, biki dosežejo težo do 1000 kilogramov.  Odvisno od pasme so samci domačih jakov visoki 111–138 centimetrov, samice pa 105–117 centimetrov v ramah. 
Oba spola imata dolge kosmate dlake z gosto volneno podlanko preko prsnega koša, bokov in stegen, da jih izolirajo pred mrazom. Zlasti pri bikih lahko to oblikuje dolgo 'krilo', ki lahko doseže tla. Rep je dolg in koničast, podoben konjskemu namesto čopast kot rep goveda ali bizona. Udomačeni jaki imajo široko paleto barv dlake, pri čemer so nekateri posamezniki beli, sivi, rjavi, rdeče-sivi ali lisasti. Samica v vimenu in modnik pri samcih je majhna in dlakava, kot zaščita pred mrazom. Samice imajo štiri seske.
Jaki krulijo in za razliko od goveda niso znani, da bi ustvarili značilen zvok za govedo (mukanje), ki je navdihnil znanstveno ime domače variante jaka, Bos grunniens ('kruleči bik'). Nikolaj Mihajlovič Przevalskij je poimenoval divjo varianto Bos mutus (tihi bik), saj je menil, da sploh ne oddaja zvoka. 

### Fiziologija
Fiziologija jaka je dobro prilagojena visokim nadmorskim višinam, ima večja pljuča in srce kot govedo na nižjih nadmorskih višinah, kot tudi večjo zmogljivost za prenos kisika skozi kri  zaradi obstojnosti fetalnega hemoglobina skozi vse življenje.  Nasprotno, jaki težko uspevajo na nižjih nadmorskih višinah in so nagnjeni k toplotni izčrpanosti nad okoli 15 ° C.  Nadaljnje prilagoditve hladu vključujejo debelo plast podkožne maščobe in skoraj popolno odsotnost funkcionalnih žlez znojnic.
V primerjavi z domačim govedom je vamp jakov nenavadno velik. To verjetno omogoča, da hkrati zaužije večje količine nizko kakovostne hrane in jo dlje časa fermentirajo, da bi izločili več hranil. Jak dnevno potrebuje 1 % telesne teže, medtem ko govedo potrebuje 3 %, da ohrani stanje.

## Vonj
V nasprotju s splošnim prepričanjem imajo jaki in njihov gnoj malo ali nič opaznega vonja [13], kadar se primerno hranijo na pašnikih ali ogradah z ustreznim dostopom do krme in vode. Jakova volna je naravno odporna na vonj. 

## Razmnoževanje in življenjska zgodovina
Jaki se parijo poleti, običajno med julijem in septembrom, odvisno od lokalnega okolja. Preostanek leta veliko bikov potuje v majhnih skupinah proč od velikih čred, a ko se približa čas parjenja, postanejo agresivni in se redno borijo med seboj, da bi vzpostavili prevlado. Poleg nenasilnih groženj, ko krulijo in strgajo zemljo s svojimi rogovi, biki tudi bolj neposredno tekmujejo, se večkrat zaletavajo drug v drugega s spuščenimi glavami ali dvobojujejo s svojimi rogovi. Tako kot bizon, vendar za razliko od goveda, se samci med gonjenjem valjajo v suhi zemlji, pogosto pa označujejo vonj z urinom ali gnojem. Samice so plodne do štirikrat na leto, sprejemljive pa le nekaj ur v vsakem ciklu. 
Brejost traja od 257 do 270 dni, tako da se mladiči rojevajo med majem in junijem in skotijo enega samega teleta. Samica najde samotno mesto za rojstvo, tele lahko hodi v desetih minutah po rojstvu in par se kmalu vrne v čredo. Samice divjih in domačih jakov običajno kotijo le enkrat vsako drugo leto, čeprav so pogostejša rojstva možna, če je preskrba s hrano dobra.
Teleta so odstavljena v enem letu in kmalu zatem postanejo neodvisna. Divja teleta so sprva rjave barve in šele kasneje razvijejo temnejše odrasle dlake. Samice običajno kotijo prvič v starosti treh ali štirih let  in dosežejo najvišjo stopnjo reproduktivne sposobnosti stare približno šest let. Jaki lahko živijo več kot dvajset let v udomačenju ali ujetništvu, čeprav je verjetno, da je to v naravi nekoliko krajše.

## Hibridni jak
V Nepalu, Tibetu in Mongoliji se domače govedo križa z jaki. To povzroča neplodne samce dzo མཛོ། kot tudi plodne samice, znane kot མཛོ་མོ། dzomo ali zhom, ki jih lahko ponovno križamo z govedom. Pasma Dwarf Lulu, »edini Bos primigenius taurus, tip goveda v Nepalu« je bila preizkušena na DNK markerje in ugotovljeno je, da je mešanica obeh vrst bika in zebuja (B. p. taurus in B. p. indicus) z jakom.  Po podatkih Mednarodne veterinarske informacijske službe je nizka produktivnost križancev druge generacije goveda jaka primerna le za meso.
Križanja med jaki in domačim govedom (Bos primigenius taurus) so v kitajski literaturi zabeležena vsaj 2000 let. Uspešni križanci so bili zabeleženi tudi med jakom in ameriškim bizonom, gaurom in bantengom (Bos javanicus), običajno s podobnimi rezultati kot pri domačem govedu.

## Odnos z ljudmi
Udomačeni jaki se vzrejajo tisoče let, predvsem zaradi njihovega mleka, volne in mesa in kot tovorna žival. Njihovi posušeni iztrebki so pomembno gorivo, ki se uporablja po vsem Tibetu in so pogosto edino gorivo, ki je na voljo na visoki tibetanski planoti. Jak prenaša blago preko gorskih prelazov za lokalne kmete in trgovce, pa tudi za plezalne in treking pohode. »Samo ena stvar otežuje uporabo jakov za dolga potovanja v neugodnih regijah. Ne bodo jedli žita, ki bi ga lahko prenašali na poti. Stradali bodo, če jih ne bo mogoče pripeljati na mesto, kjer je trava« . Uporabljajo se tudi za oranje.  Jakovo mleko se pogosto predeluje v sir, imenovan čhurpi, v tibetanskem in nepalskem jeziku in byaslag v Mongoliji. Maslo, narejeno iz jakovega mleka, je sestavina maslenega čaja, ki ga Tibetanci popijejo v velikih količinah, uporablja pa se tudi v svetilkah in za izdelavo maslenih skulptur, ki se uporabljajo pri verskih praznikih. 

### Raziskave na podeželju
Indijska vlada je leta 1989 ustanovila namenski center za raziskave jaka, ICAR-Nacionalni raziskovalni center jaka. Je v mestu Dirang, Arunačal Pradeš in vzdržuje farmo jakov na območju Nyukmadung na nadmorski višini 2750 m. 

### Zunaj Himalaje
Manjše črede jakov gojijo v Združenih državah Amerike in Kanadi,  na Novi Zelandiji in v nekaterih delih Evrope. Cenijo jih zaradi pustega mesa in volne. Križajo jih tudi z domačim govedom.

### Jak v športu
V delih Tibeta in Karakoruma je dirkanje jakov oblika zabave na tradicionalnih festivalih in velja za pomemben del njihove kulture. V zadnjem času se športi, ki vključujejo udomačene jake, kot so smučanje z jaki ali polo, tržijo kot turistična znamenitost v državah Srednje Azije, vključno v Gilgit-Baltistanu, Pakistan.

## Galerija
- Osedlani jaki v Manali, Himačal Pradeš, Indija
- Osedlani jaki v samostanu Litang v Tibetanski avtonomni prefekturi Garzê, Sečuan, Kitajska
- Z jaki orjejo polje, Tibet
- Domači jak v Nepalu
- Jaki v Gilgit-Baltistanu, Pakistan